# Glacialisaurus hammeri
Glacialisaurus hammeri es la única especie conocida del género extinto  Glacialisaurus (lat. "reptil congelado") de dinosaurio sauropodomorfo masospondílido, que vivió a principios del período Jurásico, hace aproximadamente 190 millones de años, en el Sinemuriano, en la Antártida. 

## Descripción

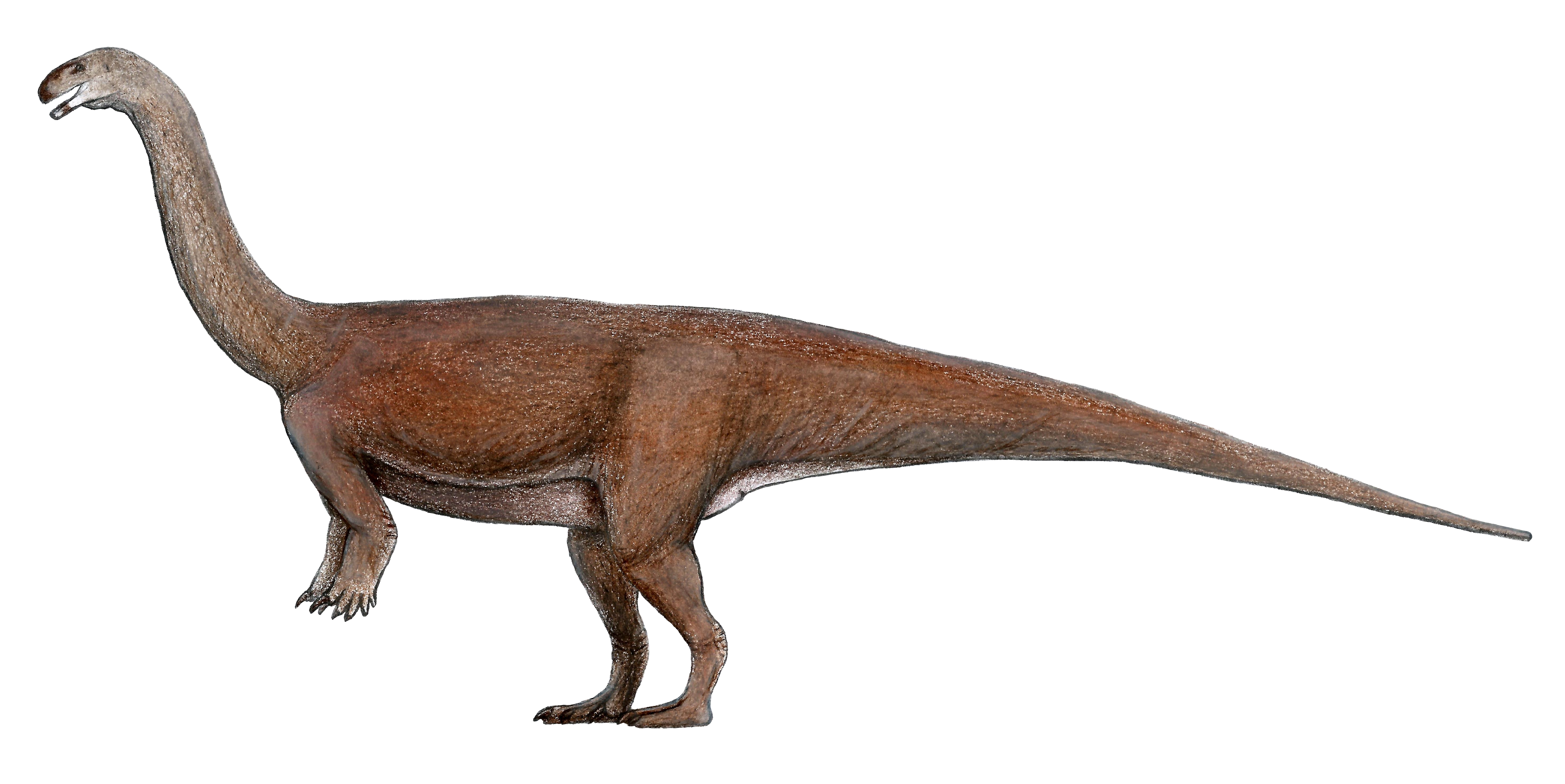
Restauración de Glacialisaurus.

Glacialisaurus fue un sauropodomorfo que medía aproximadamente 8 metros de cola a cabeza y que pesaba de 4 a 6 toneladas. Habitaba en un bosque de grandes árboles que cubría la entonces templada Antártida. En el Glaciar Beardmore también se encontraron fósiles de un saurópodo que habitó ese lugar en el mismo período que el glacialisaurio, cosa que demuestra que los prosaurópodos y los saurópodos convivieron s principios del Jurásico. Su pariente más cercano pertenece al mismo período, pero se encuentra en China lo que confirma que aún la fauna no se había diferenciado entre el norte y el sur, ayudando a esclarecer la distribución temprana de esas formas.

## Descubrimiento e investigación
Los restos de Glacialisaurus, un fémur, un tobillo incompleto y los pies, fue encontrado en el verano austral de 1990 a 1991 cuando Hammer y un equipo de investigadores encontraron los fósiles de ese dinosaurio en el Monte Kirkpatrick, en la región del Glaciar Beardmore en la Cordillera Transantártica, en la Formación Hanson. Los materiales deben haber estado sin estudiar unos diez años o más, porque no existían los conocimientos para interpretar la identidad de esos restos. Los fósiles estuvieron cerca de tres años en preparación y estudiados por Diego Pol, investigador del CONICET, quien actualmente trabaja en el Museo Paleontológico Egidio Feruglio, en Chubut, y por Nathan Smith, de la Universidad de Chicago.

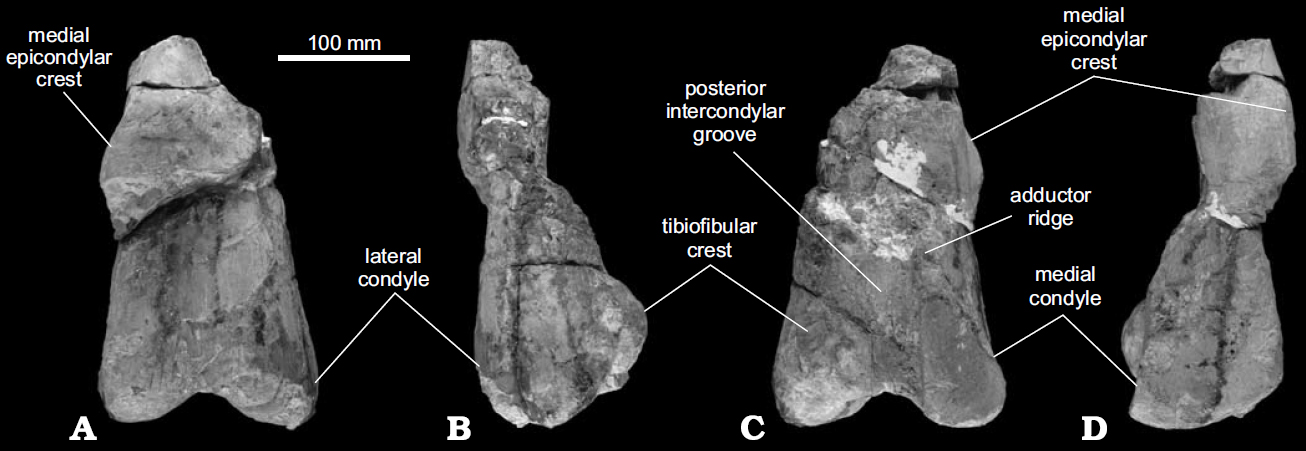
Fragmento del fémur.

El nombre del género proviene del Latín “glacialis” que significa congelado o helado por su localización, el Glaciar Beadmore y del griego “saurus” por lagarto. La especie “hammeri” es en honor del Dr. William R. Hammer del Augustana College, uno de los principales impulsores de la paleontología antártica y descubridor de los fósiles..
La presencia de este sauropodomorfo primitivo en la Formación Hanson, que también ha brindado restos atribuidos a los saurópodos verdaderos, muestra que los miembros primitivos y avanzados de este linaje coexistieron lado a lado en el Jurásico Inferior.

## Clasificación
Glacialisaurus es un robusto sauropodomorfo no eusaurópodo que se caracteriza por un borde robusto epicondilar en distal del fémur, presente en formas más basales y en los terópodos más gráciles, un borde aductor robusto en la superficie medial del cóndilo femoral, el segundo metatarsiano con un borde convexo en proximal, falange lateral plantar hipertrofiada en distal del metatarsal II, aunque menos que en los sauropodomorfos basales y con el condilo medial más desarrollado que el lateral lo que corre hacia el centro el dedo. Estas características en el pie se ven también en el Lufengosaurus, por lo que se lo considera su taxón más cercano, incluyéndolo también en la familia Massospondylidae. Análisis cladísticos posteriores realizados por Yates en 2007, Yates et al. en 2010 y 2011 y Novas et al. en 2011 han encontrado los mismos resultados.

## Paleoecología

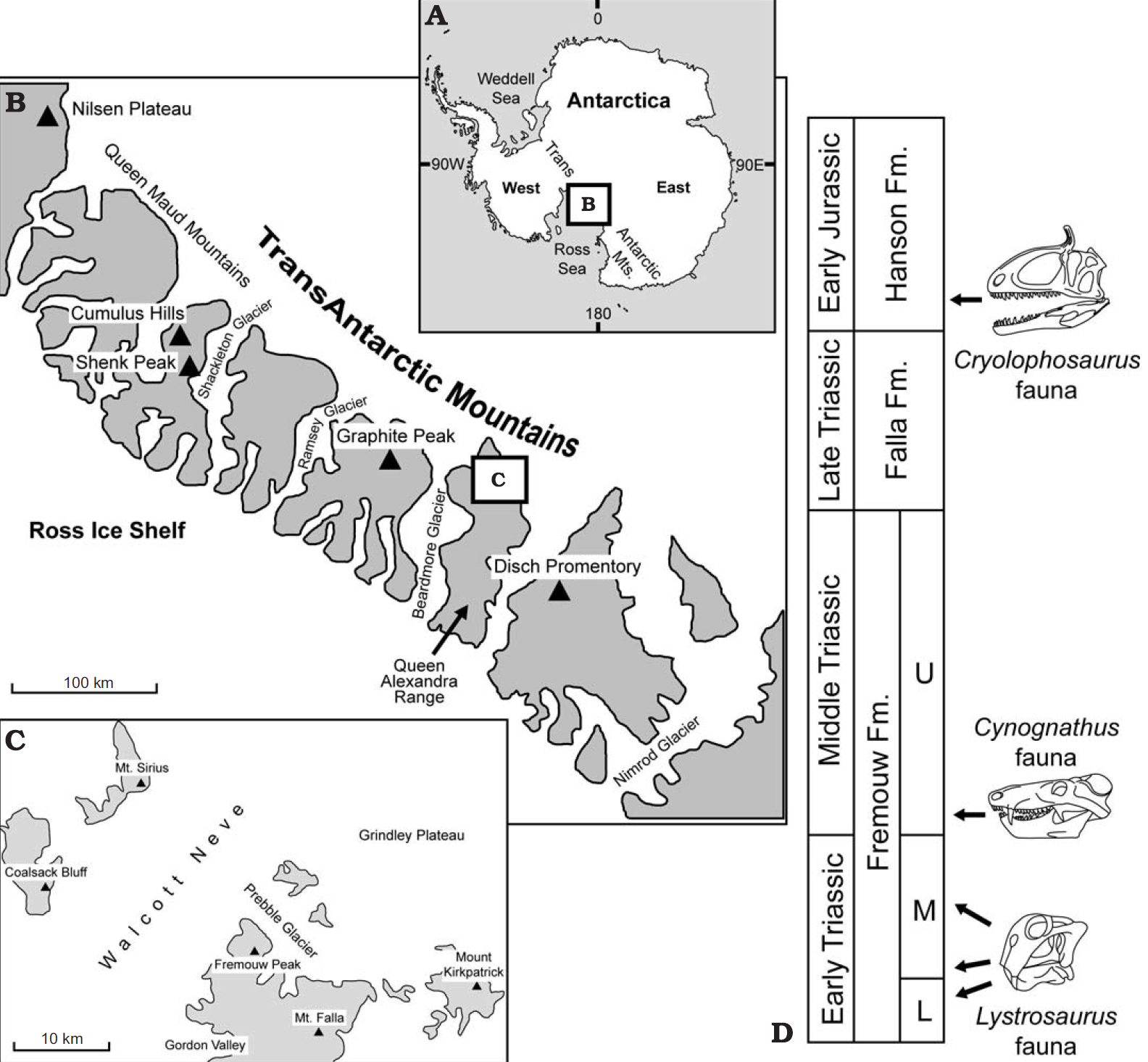
Monte Kirkpatrick, localidad en que fueron recolectados los fósiles de Glacialisaurus.

Glacialisaurus fue encontrado junto a Cryolophosaurus, un pequeño pterosaurio, un Tritylodon (un sinápsido del tamaño de una rata), y un terópodo desconocido. También se han encontrado troncos fosilizados de 2 metros de alto. Vivió durante el Jurásico temprano era la costa de un río que desembocaba en el mar del supercontinente de Gondwana.